# Eucalanus californicus
Eucalanus californicus är en kräftdjursart som beskrevs av M. W. Johnson 1938. Eucalanus californicus ingår i släktet Eucalanus och familjen Eucalanidae. Inga underarter finns listade i Catalogue of Life.